# La conquistada
«La conquistada» es una canción del grupo musical chileno Los Jaivas, incluida originalmente en su disco homónimo, conocido como El Indio, editado en Argentina y publicado en 1975. Es una de las canciones más queridas por los seguidores del grupo y, como tal, es estable en la mayoría de las presentaciones de la banda. Representa uno de los temas emblemáticos de Los Jaivas.

## Historia
Los orígenes de la canción se remontan a la estadía de la banda en Argentina, país al que arribaron en 1974. La canción nace de las armonías musicales que el baterista Gabriel Parra ejecuta en un piano, y que son muy similares a las que se escuchan en el comienzo de la versión terminada de la canción, donde es el pianista Claudio Parra quien las interpreta. A esta sucesión de acordes el guitarrista Gato Alquinta agrega una melodía, a la cual se van agregando diferentes tempos musicales, entre los que sobresale el ritmo de la cueca chilena en la percusión, aunque bastante más lento. La canción, por tanto, es conocida como una «Cueca Lenta». Posteriormente Eduardo Parra, tecladista de la banda, agrega a la canción una letra perteneciente a un poema que había creado con anterioridad. En la biografía oficial del grupo, Los caminos que se abren, redactada por el periodista chileno Freddy Stock, Eduardo la define como una letra «melancólica».

## Letra y música
La letra ha recibido numerosas interpretaciones a lo largo del tiempo. Sus referencias oscuras a alguien que "ya no existe más" y que "es una nube que el viento conquistó" hacen que la letra sea, de hecho, bastante abierta. La interpretación más aceptada es aquella que señala que la canción se refiere a las reflexiones del poeta (y tecladista de la banda) Eduardo Parra con respecto a la ciudad de Santiago, devastada después del golpe militar de 1973. "La Conquistada" viene a ser la patria perdida, convulsionada por el caos político, y añorada por el grupo desde la lejanía de los suelos argentinos. Su aparición en el compilatorio Canción de amor (que, según el grupo, "reúne la mayoría de las canciones de amor escritas por Los Jaivas") no ha confirmado ni desmentido esta interpretación: el tema también puede entenderse como parte del "amor político" o "amor a la patria", otra de las dimensiones del amor humano. También existe la versión que habla  que Eduardo Parra se inspiró en un amor de juventud que se fue a la guerrilla, ella era del Tupamaru, un grupo guerrillero de Uruguay.
Una interpretación alternativa propone que la letra se inspira en el término de una historia de un amor y el irrefrenable desvanecimiento de su recuerdo. Con un sentido similar a este, la canción fue incorporada como parte de la última temporada de la serie de televisión chilena "Los 80", en donde es utilizada para ambientar la relación de Juan Herrera (Daniel Muñoz) y Alejandra (Amaya Forch); además la línea "ella no existe más" es utilizado como nombre del cuarto capítulo de esa temporada. 
El track musical está considerado como uno de los más sofisticados escritos por el grupo. Contiene una compleja partitura de piano escrita y ejecutada por Claudio Parra, además de amplias secciones de interacción entre el bajo, la batería y los solos de guitarra eléctrica, todo bajo el ritmo de la cueca lenta.

## Datos técnicos
- Aparecida por primera vez en el álbum El Indio, editado en 1975
- Reapariciones: compilaciones Obras Cumbres (2003) y Canción de amor (2005)
- Versión alternativa (En vivo en el Teatro Monumental, Santiago, Chile, febrero de 1997), aparecida en el compilatorio de cuecas En el bar-restaurant 'Lo que nunca se supo' de 2000. Ingeniero de grabación: Dominique Strabach.
- Duración: 7:06

### Composición
- Letra, música y arreglos: Los Jaivas

### Instrumentos
- (Versión original)
  - Gato Alquinta – Voz solista, Guitarra eléctrica, Flauta
  - Claudio Parra – Piano
  - Eduardo Parra – Piano eléctrico
  - Julio Anderson – Bajo
  - Gabriel Parra – Batería
  - Alberto Ledo - Charango

### Grabación
- Estudios EMI Odeón, Buenos Aires, Argentina, 22 de julio - 22 de septiembre de 1975

### Versiones y presentaciones
La canción es un punto importante de los conciertos del grupo hasta la actualidad. Desde la muerte de Gato Alquinta, es el bajista Mario Mutis quien interpreta la voz solista de la canción, dando lugar a una de sus más aplaudidas interpretaciones como vocalista. En versiones más actuales, Eduardo Parra ejecuta un sintetizador que emula a un órgano. 
En 2006, la cantante chilena Javiera Parra grabó una versión de "La Conquistada" para un álbum homenaje a Los Jaivas por parte de varios grupos de rock chilenos. Esta versión se convirtió en el primer sencillo de dicho álbum.
En la actualidad hay una versión interpretada por Juan Sativo (líder de la banda de hip-hop chileno Tiro de Gracia), la adaptación música fue hecha por Nick Calaveras (prominente productor chileno de música negra), y tiene arreglos instrumentales y vocales por parte de Rulo (bajista de Los Tetas y Funkattack)